# Мори Сойкэн
Мори Сойкэн (яп. 森 宗意軒, умер 12 апреля 1638 года) — был одним из лидеров восстания в Симабаре в Японии.

## Биография
Его отцом был Нисимура Магобэй (西村 孫兵衛, другое имя: 森 長意). Начиная с поколений его предков, семья Мори работала синтоистскими священниками в провинции Каваути.
Он родился как Мори Денносукэ (森 傅之丞), Сойкэн было псевдонимом. Говорят, что Денносукэ стал самураем, назвал себя Сандзаэмоном и служил Юкинаге Кониси. Во время Имдинской войны он стал лодочником, который перевозил багаж Юкинаги и отправился в Чосон. Однако по дороге он потерпел кораблекрушение, был спасен наньбанским кораблем и отправился в Наньбань. Он также отправился в Нидерланды, где провел 6-7 лет.
После этого он обучал технике ведения огня, методам хирургического лечения, методам огневой атаки и т. д. человека по имени Нюмяо Лао в Китае. Когда он вернулся в Японию, Юкинага уже был приговорен к смертной казни, поэтому он спрятался на горе Коя. Во время Осакской кампании он сражался против армии Нобусигэ Санады, но попал в плен в замке и перебрался на остров Амакуса, провинция Хиго, где сменил свое имя на Мори Сойкэн.
Он погиб во время войны в Симабаре. Его последователем и учеником был Сигэкити Тасаки.
Храм Мори Сойкен-дзиндзя расположен в районе Накаянаги, Ояно-те, город Камиамакуса, префектура Кумамото.